# Morrissey Boulevard
Der Morrissey Boulevard ist eine als Parkway ausgelegte sechsspurige Küstenstraße im Bostoner Stadtteil Dorchester im Bundesstaat Massachusetts der Vereinigten Staaten. Die Straße wird vom Department of Conservation and Recreation (DCR) verwaltet und ist Bestandteil des Metropolitan Park System of Greater Boston.

## Streckenverlauf

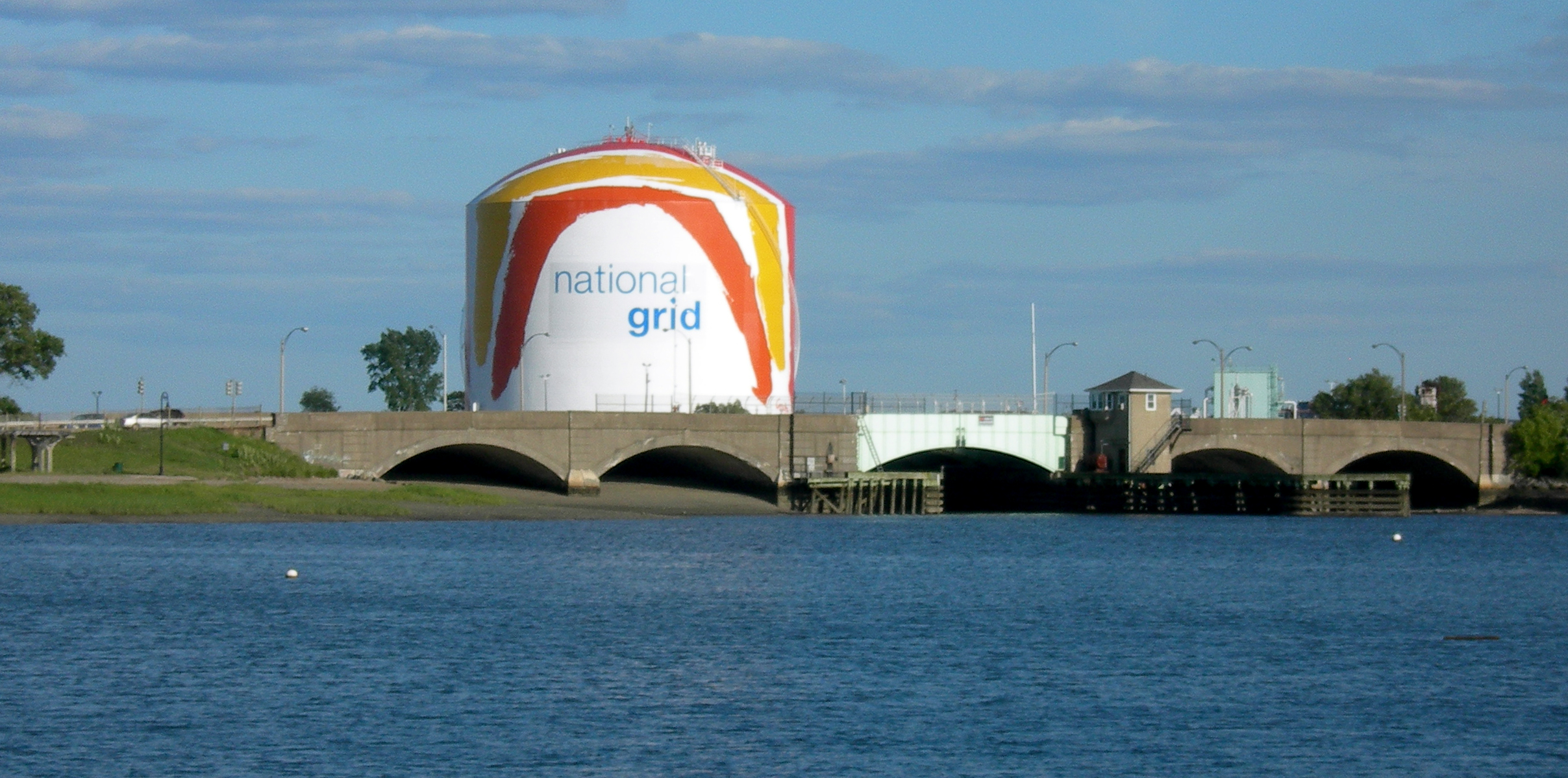
Dieser Tank für Flüssigerdgas in Dorchester wurde von der Künstlerin Corita Kent mit dem Kunstwerk Rainbow Swash dekoriert.

Der Parkway beginnt im Süden am Neponset Circle, wo er Anschluss an den Southeast Expressway (identischer Streckenverlauf von U.S. Highway 1 / Interstate 93 / Massachusetts Route 3) sowie die Massachusetts Route 3A und 203 bietet. Die Straße führt von dort aus nordwärts durch die Bezirke Neponset und Popes Hill, wo sich an beiden Seiten der Straße Gewerbegebiete befinden, und splittet sich vor der Unterführung unter den Gleisen der MBTA Red Line in zwei getrennte, jeweils dreispurige Fahrbahnen, die nach der Unterführung wieder zusammenlaufen. Auf diese Weise wird an dieser Stelle, wo sich früher die Station Popes Hill der Old Colony Railroad befand, durch Verbindungsrampen auch ein Fahrtrichtungswechsel möglich. In Fahrtrichtung Norden besteht hier auch über die Tenean Street eine Zufahrt zum Tenean Beach, der zum Schutzgebiet Dorchester Shores Reservation gehört.
Der Morrissey Boulevard führt für etwa 0,5 mi (0,8 km) weiter in Richtung Norden durch dicht bebaute Gewerbegebiete bis zur Freeport Street, wo er erneut unter dem Expressway hindurchführt. Auf der östlichen Seite der Unterführung führt eine Ausfahrt vom Expressway in nördlicher Fahrtrichtung auf den Morrissey Boulevard. Dort befindet sich ebenfalls ein weithin sichtbarer, 140 ft (42,7 m) hoher Tank für Flüssigerdgas, der von der Künstlerin Corita Kent mit ihrem Werk Rainbow Swash dekoriert wurde, welches damit das größte durch Urheberrecht geschützte Kunstwerk der Welt ist.
Der Parkway führt weiter über die Klappbrücke John J. Beades Memorial Bridge in die Savin Hill Bay, von wo aus insbesondere die Strände Savin Hill Beach und Malibu Beach sowie der Savin Hill Yacht Club und das Kriegsdenkmal für Vietnamveteranen zugänglich sind, die sich in direkter Nachbarschaft zu Savin Hill befinden und Teil des Boston Harborwalk sind.
Im weiteren Verlauf führt der Morrissey Boulevard unter anderem an der University of Massachusetts Boston, der Boston College High School, dem John F. Kennedy Presidential Library and Museum und dem Boston Globe vorbei. Die Straße endet am Kosciuszko Circle am Columbia Point, wo sie Anschluss an den Day Boulevard und die Columbia Road bietet.

## Geschichte
Die ersten Dokumente der Straße datieren zurück auf das Jahr 1906, als sie als städtischer Parkway entlang des Verlaufs der Old Colony Railroad als Umgehungsstraße für Autofahrer in Richtung Quincy und South Shore entworfen wurde. Die Planungen dauerten nahezu zwei Jahrzehnte an und konnten erst im Jahr 1924 abgeschlossen werden. Zu diesem Zeitpunkt wurde die Straße Old Colony Parkway genannt.
Die ursprünglich geplante Streckenführung parallel zu den Gleisen wurde jedoch nicht realisiert, da zwischenzeitlich erfolgte Landaufschüttungen eine besser umzusetzende Route entlang der Küstenlinie der Dorchester Bay ermöglichten. Im Jahr 1951 wurde die Straße in William T. Morrissey Boulevard umbenannt, um an den gleichnamigen, ehemaligen Vorsitzenden der Metropolitan District Commission (Vorläuferorganisation des Department of Conservation and Recreation) zu erinnern.